# Riley J. Wilson
Riley Joseph Wilson, född 12 november 1871 i Natchitoches Parish i Louisiana, död 23 februari 1946 i Ruston i Louisiana, var en amerikansk demokratisk politiker. Han var ledamot av USA:s representanthus 1915–1937.
Wilson studerade juridik och inledde 1898 sin karriär som advokat i Harrisonburg. Han efterträdde 1915 James Walter Elder som kongressledamot och efterträddes 1937 av Newt V. Mills. Wilson avled 1946 och gravsattes på Greenwood Cemetery i Ruston.